# Mark Palmer
Mark Palmer, Robie Marcus Hooker Palmer (Ann Arbor, Michigan, 1941. július 14. – Washington, 2013. január 28.) amerikai politikus, diplomata.

## Életpálya
Édesapja Robie E. Palmer, aki a haditengerészetnél szolgált, édesanyja Katherine Hooker Palmer. Testvérei voltak Georgiana Palmer Cheney, aki túlélte őt és Alexandra Palmer. Özvegye dr. Sushma Mahyera Palmer, gyermekeik nem születtek. Mivel fiatal korában apja foglalkozása miatt sokat kellett költözniük, Vermontban egy magán gimnáziumban végezte középiskolai tanulmányait. A Yale Egyetemen 1963-ban szerzett bakkalaureátusi (BA) fokozatot, ahol orosz tanulmányokat folytatott, majd nyomtatott és televíziós újságíróként helyezkedett el 1964-ig.
Diákként és diplomataként 11 évet töltött szocialista országokban. 1964-1990 között szolgált az amerikai diplomáciai tárcánál. Három elnök (Gerald Ford, Jimmy Carter, Ronald Reagan) hat külügyminiszterének volt beszédírója. Politikusként aktívan támogatta a demokráciapárti törekvéseket Kínában és az arab országokban.
Budapesti kiküldetése előtt az amerikai külügyi tárcának a Szovjetunióval és a kelet-európai országokkal fenntartott kapcsolatokért felelős helyettes államtitkára volt. Személyesen is részt vett az 1980-as évek végén végbemenő erőszakmentes rendszerváltást követelő demonstrációkban. 2012-ben sürgette a Szabad Európa Rádió magyar adásának újraindítását, úgymond „a nyugati típusú, plurális demokrácia magyarországi bukása” miatt. Véleménye szerint Magyarország politikai vezetése ugyanoda tért vissza, ami ellen annak idején „harcoltak”.
1986. december 8-tól 1990. január 31-ig az Egyesült Államok budapesti nagyköveteként szolgált. Megítélése a magyar politika jobboldalán ellentmondásos: egyes történészi vélekedések szerint túllépett diplomáciai hatáskörén, amikor az MDF-fel szemben az első szabad választásokba durván beavatkozott az SZDSZ mellett.
Nyugdíjba vonulását követően a Central European Media Enterprise tulajdonosaként több mint 600 millió dolláros beruházásokkal vett részt az első cseh, szlovák, szlovén, román és ukrán független tévétársaság elindításában. 1996-ban cége elnyert egy kereskedelmitévé-frekvenciát, de a kormányon levő MSZP az MDF delegátusaival összefogva átjátszotta a koncessziót az RTL-nek.
Több társadalmi szervezet tisztségviselője, tanácsadója.

## Kitüntetései
2009-ben a Magyar Köztársasági Érdemrend középkeresztje kitüntetésben részesült. „A demokrácia elősegítésére irányuló erőfeszítéseiért” több kormány és emberi jogi szervezet is elismerésben részesítette.